# Economia Greciei
Grecia are o economie capitalistă cu un sector public ce asigură aproximativ 40% din PIB. PIB-ul pe cap de locuitor reprezintă momentan cel puțin 75% din nivelul economiilor fruntașe din zona euro. Turismul asigură 15% din venitul intern brut. Imigranții reprezinta aproape o cincime din forța de muncă, aceasta fiind repartizată în mare parte în agricultură și în munca necalificată. Grecia este o beneficiară majoră de ajutor de la Uniunea Europeană, acesta fiind egal cu 3,3 % din Venitul brut anual. Economia grecească a crescut cu aproximativ 4% pe an în perioada 2003 – 2007, datorită în parte cheltuielilor cu infrastructura legate de Jocurile Olimpice de la Atena din 2004 dar și datorită disponibilității creditului, care a susținut niveluri record ale cheltuielilor consumatorilor. Dar creșterea a scăzut cu 2,8% în 2008 ca rezultat al crizei financiare mondiale și a înăspririi condițiilor de acordare a creditelor. Grecia a violat Pactul de Creștere și Stabilitate al Uniunii Europene ce urmărea ca deficitul bugetar sa fie sub 3%, dar a într-unit acest criteriu în perioada 2007-2008. Datoria publică, inflația și șomajul sunt deasupra zonei euro, dar au o tendință negativă.
Datoria externă: este de 371.5 miliarde de dolari pentru anul 2008 conform CIA “The World Factbook” actualizat la 14 mai 2009.
În iulie 2010, în Grecia existau 4,4 milioane angajați, din care 768 de mii lucrau la stat.

## Sectorul naval
Flota navală grecească este cea mai mare din lume și avea în 2013 aproape 3.670 de vase.
Armatorii greci contribuiau cu peste 7% la PIB în acel an și asigurau 192.000 de locuri de muncă.
Flota greacă are o valoare de 106 miliarde de dolari, iar cei mai bogați cinci armatori greci au o avere cumulată de 7,6 miliarde de dolari.